# Goniurosaurus lichtenfelderi
Goniurosaurus lichtenfelderi  é uma espécie de geconídeo endêmica do Vietnã.

## Sub-espécies
Possui duas sub-espécies:
- Goniurosaurus lichtenfelderi hainanensis, Barbour,1908
- Goniurosaurus lichtenfelderi lichtenfelderi, Mocquard,1897